# Phaeochlaena perintrusa
Phaeochlaena perintrusa är en fjärilsart som beskrevs av Louis Beethoven Prout 1918. Phaeochlaena perintrusa ingår i släktet Phaeochlaena och familjen tandspinnare. Inga underarter finns listade i Catalogue of Life.